# هيلين بليك
هيلين بليك (بالإنجليزية: Helen Blake) هي عداءة سريعة جامايكية، ولدت في 1 مايو 1951 في أبرشية سانت إليزابيث ‏ في جامايكا.

## وصلات خارجية
- هيلين بليك على موقع أوليمبيديا (الإنجليزية)
- هيلين بليك على موقع اتحاد ألعاب الكومنولث (مؤرشف) (الإنجليزية)